# نيكي كلارك
نيكي كلارك (3 يونيو 1991 في المملكة المتحدة - ) (بالإنجليزية: Nicholas Clark) هو لاعب كرة قدم بريطاني في مركز الهجوم. لعب مع كوين أوف ساوث ونادي أبردين ونادي رينجرز ونادي بيترهيد ‏.

## وصلات خارجية
- نيكي كلارك على موقع قاعدة بيانات كرة القدم.إي يو (الإنجليزية)
- نيكي كلارك على موقع Soccerbase.com (لاعب) (الإنجليزية)
- نيكي كلارك على موقع Soccerway.com (الإنجليزية)
- نيكي كلارك على موقع عالم كرة القدم.نت (الإنجليزية)